# Gran Landa
La Gran Landa (también llamada Alta Landa) es la parte central del espacio geográfico conocido como las Landas de Gascogne, correspondiente a la cuenca Eyre.

## Descripción
Dentro de esta zona se distinguen las siguientes áreas:
- el Albret en el centro (región de Labrit).
- Brassenx, comarca de Morcenx cuya capital era Arjuzanx.

A mediados del siglo XIX, Modesto Lafuente describía así la zona en una de sus obras:

«Estas Landas que se dividen en grandes y pequeñas Landas, son unos vastos arenales que comprenden una porción de leguas de terreno, en que crecen casi esclusivamente bosques inmensos de pinos y alcornoques, y que pueden llamarse la Siberia francesa. Empiezan á las dos leguas de Bayona, y abarcan como las dos terceras partes del camino de Burdeos. Como que el terreno es tan blando y esponjoso, ha habido necesidad de construir en una gran parte del camino lo que los franceses llaman pavé, que es un pavimento de piedras cuadradas como de cuarta en cuadro, si bien muy sólido, igual y seguro, pero sumamente incómodo para el viagero, no tanto por su dureza como por el estrepitoso y fastidiosísimo ruido que hace la cristalería del coche, intolerable para una cabeza delicada. De estos hay en Francia muchos.»
Modesto Lafuente, 1843

En un reciente estudio sobre el bosque de la Europa del Sur, investigadores franceses describían así la zona:

«En el inmenso espacio sudaquitano en forma de delta comprendido entre el estuario del Gironda al norte y el curso bajo y medio del Adour al sur, con su parte más baja en la orilla del océano Atlántico, la más rectilínea de Europa, y su mayor altura en las colinas del Bajo Armañac, en la pequeña ciudad de Nérac en la Baïse, los términos Landas de Gascuña, Gran Landa, Pequeñas Landas, Landas del Marensin, del Bazadais, del Born, del Marsan, del Médoc... son la firma toponímica de un paisaje vegetal omnipresente. Mientras que en otros lugares de Francia las landas no suelen ocupar sino una pequeña parte de los términos comunales, a menudo los más ingratos en el plano ecológico, aquí es el terreno casi único.»
P. Arnould, P. Marty y L. Simon, 2003